# Kalaat Senan (délégation)
Pour l’article homonyme, voir Kalaat Senan.
Kalaat Senan est une délégation tunisienne dépendant du gouvernorat du Kef.
En 2004, elle compte 16 454 habitants dont 8 014 hommes et 8 440 femmes répartis dans 3 828 ménages et 4 156 logements.